# Ermita de Sant Cristòfol de Benassal
L'ermita de Sant Cristòfol de Benassal, a la comarca de l'Alt Maestrat, és un lloc de culte catalogat com Bé de Rellevància Local, amb la categoria de Monument d'interès local, amb codiː 12.02.026-005, segons la Disposició Addicional Cinquena de la Llei 5/2007, de 9 de febrer, de la Generalitat, de modificació de la Llei 4/1998, d'11 de juny, del Patrimoni Cultural Valencià (DOCV Núm. 5.449 / 13/02/2007).
L'ermita se situa a la muntanya Moncatil, a uns 1117 metres d'altitud, en el qual és el punt més alt de la Serra en Segures. Per arribar fins a ella cal recórrer cinc quilómetros en direcció sud des de Benassal, apropant-nos al límit del terme de Culla, per la carretera CV-166 que condueix a aquesta població; després del Balneari de la Font d'En Segures cal desviar-se per una pista asfaltada que porta al cim.

## Història
El seu origen és narrat per una llegenda que explica que un misteriós personatge de llarga barba es va aparèixer a un procurador o comptable que després d'una dura experiència de fracàs en el seu treball, havia decidit suïcidar-se en aquest lloc. L'edificació actual no és l'originària que data del segle xiv, assentant-se en els fonaments d'una mesquita musulmana cristianizada en 1372. Amb el pas dels anys l'ermita primitiva va acabar derruint-se en 1700 i es va passar a construir l'actual ermita. Els treballs d'inici de la construcció es van veure retardats per la Guerra de Successió, i es van començar les obres en 1717 i acabar en 1730 sota la direcció i supervisió de Cristòfol Grau i Francesc Bertran. Malgrat els pocs anys que tenia, en 1750 es duen a terme considerables reformes, fet que s'ha tornat a repetir al llarg dels anys fins a les intervencions que s'han realitzat últimament per aconseguir mantenir i conservar el monument fins als nostres dies per assegurar el seu manteniment i conservació.

## Descripció
Es tracta d'un edifici de grans dimensions i aspecte militar, semblant al de les fortaleses roqueres. Enfront de l'ermita està la casa de l'ermità amb tots els edificis annexos necessaris. De les restes del segle xv es pot veure traces gòtiques típiques del gòtic català. De l'ermita, que pot considerar-se realment una església, per les seves dimensions, destaca la seva monumentalitat i robustesa. L'edifici presenta grans contraforts laterals i unes robustes torres cilíndriques en ambdues cantonades de la façana principal, a manera de torres defensives. La techumbre és a dues aigües i l'atri lateral, utilitzat com a refugi pels visitants, presenta un sostre independent a menor altura. La façana presenta un alt i esvelt arc de mig punt que acaba en un ample capcer que fa d'espadanya mentre que l'accés al temple es realitza a través d'una porta situada en una portada d'estil toscà amb fornícula buida damunt de la qual pot observés una finestra.
La planta és rectangular de 25,40 metres de llarg per 15 d'ample, de nau única amb coberta en volta de canó amb llunetes a banda i banda. Presenta capelles laterals a les quals s'accedeix a través d'uns arcs de mig punt. També pot destacar-se l'alt cor als peus de l'ermita, el púlpit adossat o l'absis que presenta dues petxines, de les quals es despengen nombrosos exvots. Presenta una petita sagristia de planta rectangular, enfront de la qual s'obre una altra dependència que no s'utilitza en l'actualitat.
En una de les mènsules de la paret del presbiteri es pot observar la senzilla i austera imatge de Sant Cristòfol.

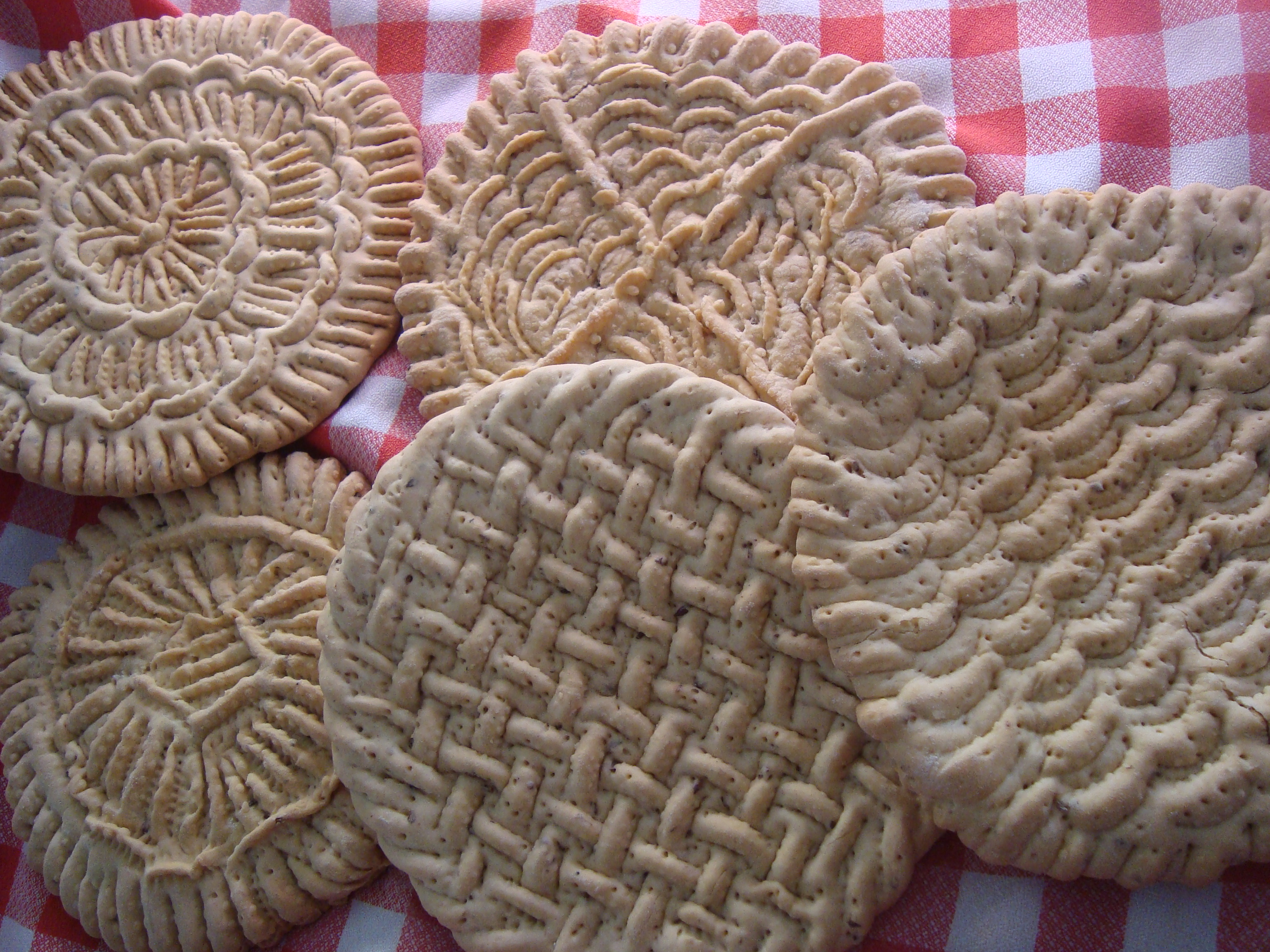
"Primes de Sant Cristòfol" (Benassal)

La festa de Sant Cristòfol se celebra a Benassal el dilluns de Pasqua de Pentecosta. Entre els actes destaca la missa, oficiada en l'ermita, així com el cant de gojos i el repartiment dels “primots”, plat típic consistent en unes coques de farina, llevat i “llavoretes” d'anís, que són transportades per una recua d'animals engalanada. Per la seva banda, el 10 de juliol, se celebra el “Dia del Miracle”, en la qual es torna a oficiar culte en l'ermita, encara que té menys afluència de veïns.